# Mangrovibacter
Genre
Mangrovibacter est un genre de bacilles Gram négatifs (BGN) de la famille des Enterobacteriaceae. Son nom fait référence à la mangrove indienne dans laquelle ce genre bactérien a été isolé pour la première fois.

## Taxonomie
Ce genre est créé en 2010 pour recevoir l'espèce Mangrovibacter plantisponsor isolée des racines d'un plant de riz sauvage.
Jusqu'en 2016 il était rattaché par des critères phénotypiques à la famille des Enterobacteriaceae. Malgré la refonte de l'ordre des Enterobacterales par Adeolu et al. en 2016 à l'aide des techniques de phylogénétique moléculaire, Mangrovibacter reste dans la famille des Enterobacteriaceae dont le périmètre redéfini compte néanmoins beaucoup moins de genres qu'auparavant.

## Liste d'espèces
Selon la LPSN (1er novembre 2022) :
- Mangrovibacter phragmitis Behera et al. 2017
- Mangrovibacter plantisponsor Rameshkumar et al. 2010 – espèce type
- Mangrovibacter yixingensis Zhang et al. 2015